# Innere Neumarkter Straße 1

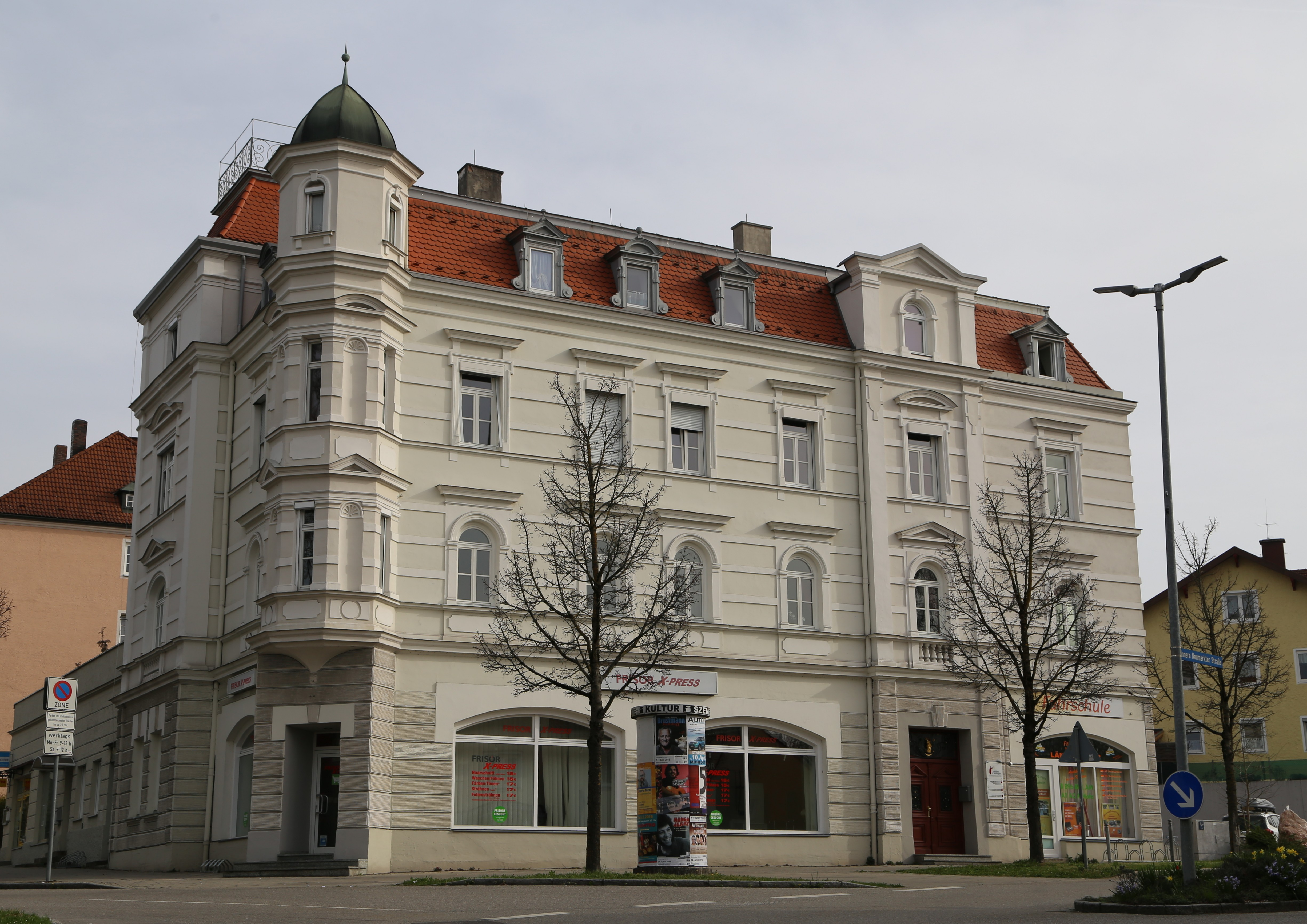
Gebäude Innere Neumarkter Straße 1 in Mühldorf am Inn (2016)

Das Gebäude Innere Neumarkter Straße 1 in Mühldorf am Inn, einer Stadt im oberbayerischen Landkreis Mühldorf am Inn, wurde um 1900 errichtet. Das Wohn- und Geschäftshaus ist ein geschütztes Baudenkmal.
Das dreigeschossige Eckhaus in Neurenaissanceformen mit Putzgliederungen und Mansardwalmdach hat eine Ecke, die durch einen dreigeschossigen Erkerturm mit Haube betont wird. Zwei Risalite schmücken die Längs- und Schmalseite. Alle Fenster sind mit Rahmungen oder Dreiecksgiebeln versehen.
Das Erdgeschoss wurde durch den Einbau von Geschäften verändert.